# Lontzen
Lontzen est une commune belge située dans la province de Liège, en Région wallonne.
Elle fait partie de la Communauté germanophone de Belgique et constitue de ce fait l'une des 9 communes de langue allemande de Belgique. Il s'agit d'une commune à facilités linguistiques pour les francophones.

## Géographie
La commune est traversée par le ruisseau de Lontzen (Lontzenerbach).

### Localités

#### Sections de commune
| # | Nom        | Superf. (km²) | Habitants (2020) | Habitants par km² | Code INS |
| - | ---------- | ------------- | ---------------- | ----------------- | -------- |
| 1 | Lontzen    | 6,15          | 1.170            | 190               | 63048A0  |
| 2 | Herbesthal | 8,94          | 2.868            | 321               | 63048A1  |
| 3 | Walhorn    | 13,62         | 1.794            | 132               | 63048B   |

#### Villages et hameaux
- Hameaux : Astenet, Busch, Johberg, Kaulen, Rabotrath
- Quartiers : Cité autoroutière

## Héraldique
|  | La commune possède des armoiries qui lui ont été octroyées le 28 avril 1987. Elles combinent le lion des anciennes armoiries de Walhorn avec la Vierge et l'Enfant du sceau de Lontzen. Le sceau indique que Lontzen appartenait historiquement à l'Abbaye d'Aix-la-Chapelle. Saint Stéphane faisait déjà partie des armoiries de WAlhorn. Blasonnement : Parti : - au 1, d'azur à la Vierge tenant de la dextre l'Enfant Jésus d'or nimbée dans un halo du même; - au 2, d'azur au lion de gueules à la queue fourchée passée en sautoir, armé et lampassé d'or. Source du blasonnement : Heraldy of the World. |

## Démographie

### Démographie: Avant la fusion des communes
- Source: DGS recensements population

### Démographie: Commune fusionnée
En tenant compte des anciennes communes entraînées dans la fusion de communes de 1977, on peut dresser l'évolution suivante :
Les chiffres des années 1831 à 1970 tiennent compte des chiffres des anciennes communes fusionnées.
- Source: DGS , de 1831 à 1981=recensements population; à partir de 1990 = nombre d'habitants chaque 1 janvier[3]

## Histoire
Lontzen est mentionné pour la première fois en 1076 sous la forme de Loncins. La seigneurie de Lontzen, située dans le ban de Walhorn, était une des deux seigneuries d'en deçà des Bois du duché de Limbourg. Lontzen fait partie des communes des cantons de l'Est, autrefois allemands qui furent offerts à la Belgique par le Traité de Versailles, en 1919, en compensation des pertes subies lors de la Première Guerre mondiale.

## Politique et administration

### Sécurité et secours
En ce qui concerne les services de police, la commune dépend de la zone de police Weser-Göhl. Quant au service des pompiers, elle dépend de la zone de secours Liège 6.